# Le strade di sabbia
Le strade di sabbia (Les Rues de Sable) è un romanzo grafico del fumettista spagnolo Paco Roca. Pubblicato originariamente dall'editore francese Delcourt nel 2009, in Italia è stato introdotto dall'editore Tunué, che l'ha pubblicato nello stesso anno all'interno della collana Prospero's Books.
Il volume è uscito accompagnato dalla prefazione del letterato Juan Manuel De Guereñu.

## Trama
Il protagonista è ormai un uomo non più giovane, con una compagna che, stanca dell'immaturità del suo partner, chiede di fare il grande passo e comprare un appartamento in cui vivere assieme. Il giorno dell'appuntamento in banca l'uomo se ne dimentica e per evitare la sfuriata della compagna, decide di passare per il quartiere vecchio, sperando di risparmiare tempo.
La scelta si rivela infelice poiché il posto è labirintico ed il protagonista finisce per trascorrere giorni camminando, ormai in trappola. Il caso vuole che egli finisca sempre di fronte all'entrata dell'albergo La Torre, un misterioso albergo dalle stanze infinite, alto sino al cielo. I personaggi che vi incontra lo confondono e lo spiazzano, ognuno dotato di una logica propria non comune al buon senso, ad esempio il signor Ignazio che non riesce a fare a meno di contare all'infinito gli oggetti nella sua borsa; il vampiro Diogene che apaticamente non ha mai vissuto sebbene immortale; il cartografo agorafobico.
Deciso più che mai ad uscire da questo labirinto fuori da ogni logica, il protagonista si imbatte nel vagabondo signor Doppelgänger che, a tradimento, gli ruba l'identità. Divenuto ormai l'Uomo senza nome deve tentare di uscire dal quartiere prima che lo faccia il ladro, o altrimenti questi gli ruberà nome e vita nella realtà.
Aiutato da Bianca, la postina che compone ogni lettera personalmente, l'Uomo senza nome finisce per sbloccare letteralmente ogni personaggio, mettendo in moto un processo inarrestabile permette finalmente agli abitanti del quartiere di superare le loro paure, i loro pregiudizi e riemergere dal quartiere in cui si erano come arenati.
Provocando un grande diluvio universale nel quartiere ormai vuoto, l'Uomo senza nome riesce a mettersi in salvo, scalando l'immensa costruzione dell'albergo La Torre. Lì si imbatte nella postina, ormai non più spaventata dal mondo esterno e dalla compagnia, ritrovato ormai l'uso della parola. Di fronte alla possibilità di uscire di nuovo nel mondo reale appena il livello delle acque sia calato, l'Uomo senza nome getta la mappa, ormai contento di rimanere in compagnia di Bianca, sulla superficie della luna.

## Personaggi
Il protagonista, poi Uomo senza nome
Ignazio
Vive all'albergo da trent'anni progettando di fuggirne già da allora. Timoroso di dimenticare qualcosa di utile, passa tutto il suo tempo ricontrollando ossessivamente la borsa da viaggio, svuotandola e riempiendola all'infinito.
Bianca
Postina del quartiere, scrive lei stessa le lettere che consegna, rifiutandosi di comunicare in nessun altro modo che non sia per carta da lettere. Affascinata nonostante tutto dall'Uomo senza nome, finisce per fargli da guida attraverso il quartiere, raccontandogli la storia di ogni abitante.
Signor Rueda
Responsabile della sala caldaie dell'albergo La Torre, sabota ogni domenica parte dell'impianto di riscaldamento, per impedire che Ester, da lui segretamente amata, possa frequentare il cartografo Deiventi.
Ester
Addetto alla reception dell'albergo La Torre. Infatuata di Rosario Deiventi, fantastica di fuggire con lui in posti avventurosi e romantici come la protagonista del romanzo La mia Africa, sua lettura preferita.
Conte Diogene
Vampiro ossessionato dai ritratti, che commissiona quasi maniacalmente e suo unico modo per guardarsi in viso, data l'impossibilità di specchiarsi. Avendo tutta l'eternità per fare qualsiasi cosa, col tempo ha finito per rintanarsi nella propria dimora senza più uscirne, circondato da oggetti e ricordi di una vita spesa con persone a lui care ma mortali e dunque ormai defunte.
Carmen
Vive costantemente aspettando la morte del marito, evento cui i due coniugi si preparano da una vita. Cresciuti due figli, la famiglia ha pregato ogni tipo di divinità per facilitare il trapasso del capofamiglia tanto desideroso di una serena vita ultraterrena.
Rosario Deiventi
Avventuriero orgoglioso di aver girato il mondo in lungo e largo. Ormai non più giovane e per di più agorafobico, si contenta di disegnare mappe seguendo le indicazioni degli altri esploratori.
Francesco Pietra
Grande uomo d'azione e capo politico, è finito per stabilirsi nel quartiere vecchio con l'amata moglie che, poco dopo, è deceduta. Divenuto ormai vedovo, Pietra non ha mai accettato la sua nuova solitudine e ha iniziato a clonare la moglie dai capelli raccolti. Di tutte le donne nessuna ricambia il suo amore e così da anni seguita coi suoi folli esperimenti ignorando che proprio l'amata vera consorte non l'ha mai amato.
Le cloni da lui rifiutate col tempo hanno popolato il quartiere e sia Ester che Bianca che Carmen sono tutte, di fatto, geneticamente la stessa persona.

## Riferimenti culturali
Se il romanzo grafico si apre con una citazione dell'autore del dialogo fra Alice e lo Stregatto ne Alice nel Paese delle Meraviglie, Juan Manuel De Guereñu vi riconosce ben altri, numerosi, riferimenti; l'intellettuale svela  le costruzioni squisitamente letterarie che si possono ritrovare nel libri, omaggi di Paco Roca ad autori quali: Jorge Luis Borges, Julio Cortázar, Edgar Allan Poe, Franz Kafka, Garcia Marquez, Herman Melville.

## Edizioni italiane
- Le strade di sabbia, Collana Prospero's books n. 21, Latina, Tunué, 2009, pp. 110, ISBN 978-88-8961-383-2.
- Le strade di sabbia, Collana Le ali n. 8, Latina, Tunué, 2014, pp. 96, ISBN 978-88-6790-119-7.
- Le strade di sabbia, trad. di Alessandra Papa, Collana Prospero's books n. 138, Latina, Tunué, 2023, pp. 100, ISBN 978-88-6790-526-3.

## Accoglienza
(Vittorio Giardino)